# Hyalobagrus ornatus
Hyalobagrus ornatus es una especie de peces de la familia Bagridae en el orden de los Siluriformes.

## Morfología
• Los machos pueden llegar alcanzar los 3 cm de longitud total.
- Número de  vértebras: 37-38.[1][2]

## Hábitat
Es un pez de agua dulce y de clima tropical (21 °C-25 °C).

## Distribución geográfica
Se encuentran en Asia:  cuencas de los ríos  Muara (sur de la Península de Malaca, Malasia) y  Kapuas (oeste de Borneo, Indonesia ).